# León Meliseno
León Meliseno (en griego: Λέων Μελισσηνός) fue un general bizantino de la noble familia Meliseno, que ocupó importantes cargos bajo el emperador Basilio II como doméstico de las escolas de Occidente y dux de Antioquía, y con ellos también funciones de mando en las guerras contra los búlgaros y árabes en los años 670 y 680.

## Biografía
Los sellos oficiales de León Meliseno en su calidad de doméstico de las escolas de Occidente  (comandante en jefe de los Balcanes) fueron encontrados durante excavaciones arqueológicas entre los restos de la antigua capital búlgara Veliki Preslav, que fue convertida por los bizantinos en el centro de un área administrativa militar después de 971. Dado que los sellos no se pueden fechar específicamente, no está claro cuándo exactamente León desempeñó este cargo al frente de las tropas bizantinas en la guerra que estalló en 976 contra los Cometopulos. Según una hipótesis, esto tuvo lugar inmediatamente después de la desastrosa batalla de la Puerta de Trajano (17 de agosto de 986) para los bizantinos, que costó el puesto del anterior doméstico, Esteban Contostéfano. León no participó en la batalla, pero comandó la retaguardia, que estaba estacionada cerca de Filipópolis para proteger los mensajes del ejército principal en su marcha contra la fortaleza búlgara de Serdica.
Se supone que León fue el comandante de la exitosa defensa de Serres contra los búlgaros. Dado que las fuentes narrativas se refieren al general bizantino solo por su apellido, también es posible que se tratara de su hermano, Teognosto Meliseno, que también sirvió en el ejército bizantino. Tampoco está claro cuándo exactamente, en 976 o más tarde, tuvo lugar la batalla que le costó la vida al líder búlgaro, Moisés Cometopulo.
En 985, Meliseno fue nombrado dux de Antioquía, un título que le dio el control sobre las posesiones bizantinas en el norte de Siria, amenazadas por los egipcios fatimís. Como resultado de las acciones militares logró repeler a los invasores desde la importante fortaleza de Balanea (al sur de la actual Latakia) y reforzar la frontera.
Sospechoso más de una vez de traición, en 988 León desertó de Basilio II y se puso del lado del pretendiente al trono, Bardas Focas. A la cabeza de una parte de las tropas rebeldes, Meliseno dirigió el sitio de Abido. Tras la derrota en la primavera de 989, fue capturado junto con otros líderes rebeldes. A diferencia de ellos, no fue objeto de una participación humillante en el triunfo del emperador en Constantinopla. Unos años más tarde se le confió un nuevo mando contra los fatimís en Siria, esta vez como ayudante del nuevo dux de Antioquía, Miguel Burtzes.